# Seznam albanskih pisateljev
Seznam albanskih pisateljev. (tudi v Sev. Makedoniji in na Kosovu)

## A
- Dritëro Agolli (1931–2017)
- Ali Aliu (1934)
- Fatos Arapi (1930–2018)

## B
- Frang Bardhi  (1606–1643)
- Marin Barleti (Marinus Barletius/Marino Barlezio) (~1450/60–1512/13)
- Eqrem Basha (1948)
- Pjetër Bogdani (1630–1689)
- Dionis Bubani (1906–2006)
- Gjergj Bubani (1899–1954) (Jorgji Bubani; "Brumbulli")
- Dhimosten Budina (1930–2004) (arheolog)
- Pjetër Budi (1566–1622)
- Gaqo Bushaka (1943)
- Gjon Buzuku (1499–1577)

## C
- Martin Camaj (1925–1992)

## Ç
- Anton Zako Çajupi (1866–1930)
- Anton Çetta (1920–1995)

## D
- Kujtim Dashi (1951)
- Bedri Dedja (1930–2004)
- Jeronim De Rada (1814–1903)
- Aleksander Stavre Drenova (1872–1947)

## F
- At Gjergj Fishta (1871–1940)

## G
- Karl Gega (1802–1860)
- Jusuf Gërvalla (1945–1982)
- Gjovalin Gjadri (1899–1974)
- Luigj Gurakuqi (1879 –1925)

## H
- Mihal Hanxhari (1930-1999)
- Sinan Hasani (1922–2010)
- Fadil Hoxha (1916–2001)
- Hysni Hoxha (1933)
- Mehmet Hoxha (1908–1987)
- Rexhep Hoxha (1929–2019)

## I
- Kolë Idronomeo (1860–1939)
- Murat Isaku (1928–2005)

## J
- Kolë Jakova (1916–2002)

## K
- Salih Kabashi (1948)
- Ismail Kadare (1936–2024)
- Hasan Zyko Kamberi
- Karmell Kandreva (1931–1982)
- Jeton Kelmendi (1978)
- Musine Kokalari (1917–1983) (1. albanska pisateljica)
- Ernest Koliqi (1903–1975)
- Fatos Kongoli (1944)
- Vath Koreshi (1936–2006)
- Mehmet Kraja (1952)
- Konstandin Kristoforidhi (1827–1895)
- Jan Kukuzeli (~1280–1360~)

## L
- Lekë Gjoka (1970)
- Lekë Matrënga (1567–1619)
- Lluka Perrone (1920–1988)
- Skënder Luarasi (1900–1982)
- Fatos Lubonja (1951)

## M
- Sejfulla Malëshova (1900–1971)
- Petro Marko (1913–1991)
- Kim Mehmeti (1955)
- Esad Mekuli (1916–1993)
- Migjeni (Millosh Gjergj Nikolla Migjeni) (1911–1938)

## N
- Fan S. Noli (Theofan Stilian Noli) (1882–1965)

## P
- Fadil Paçrami (1922–2008)
- Dhimitër Pasko (1907–1967)
- Koçi Petriti (1941–2014)
- Arshi Pipa (1920–1997)
- Ali Podrimja (1947)
- Lasgush Poradeci (1900–1987) (Llazar Sotir Gusho)

## Q
- Dhori Qiriazi (1933–2009)

## R
- Ibrahim Rugova (1944–2006)
- Kadri Roshi (1924–2007)

## S
- Resul Shabani (1944) (S. Makedonija)
- Lazër Shantoja (1892–1945)
- Bashkim Shehu (1955)
- Jahjah Shehu
- Filip Shiroka (1859–1935, Bejrut)
- Dhimitër Shuteriqi (1915–2003)
- Shpendi Sollaku (1957)
- Luan Starova (1941–2022) (S. Makedonija)
- Pajtim Statovci (1990)
- Haki Stermilli (1895–1953)
- Mirela Sula (1975)
- Hivzi Sulejmani (1912–1975)

## T
- Misto Treska (1914–1993)
- Kasëm Trebeshina (1926–2017, Ankara)

## X
- Jakov Xoxa (1923–1979)
- Dhimitër Xhuvani (1934–2009)

## V
- Jul Variboba (1727–1788)
- Jani Vreto (1820–1900)

## Y
- Lea Ypi (1979)

## Z
- Andon Zako-Çajupi (1866–1930)
- Tajar Zavalani (1903–1966)